# Crossfire Hurricane (enquête du FBI)
 (août 2024).
 (avril 2025).
Du 31 juillet 2016 au 17 mai 2017, le Federal Bureau of Investigation (bureau fédéral d'enquête aux États-Unis) (FBI) a mené une enquête de contre-espionnage, connue sous le nom de code « Crossfire Hurricane » (Ouragan Feu croisé), sur les liens possibles entre la campagne présidentielle de Donald Trump de 2016 et la Russie, y compris la question de savoir « si des individus associés à la campagne [Trump] se sont coordonnés, volontairement ou non, avec les efforts du gouvernement russe pour interférer dans l'élection présidentielle américaine de 2016 ». Trump n'a pas fait personnellement l'objet de cette enquête jusqu'en mai 2017, lorsque son licenciement du directeur du FBI James Comey a soulevé des soupçons quant à une obstruction à la justice, provoquant ainsi l'enquête Mueller.
L'enquête a été officiellement ouverte le 31 juillet 2016, à la suite des affirmations de George Papadopoulos, membre de la campagne de Trump, selon lesquelles des Russes étaient en possession de documents compromettants sur Hillary Clinton, la candidate rivale de Trump, et avaient proposé de les diffuser anonymement pour aider la campagne de Trump. De la fin juillet à novembre 2016, le FBI, la Central Intelligence Agency (Agence centrale de renseignement) (CIA) et la National Security Agency (Agence nationale de sécurité) (NSA) ont travaillé ensemble pour examiner les preuves de l'ingérence russe dans l'élection présidentielle, bien que l'équipe du FBI en particulier [formulation douteuse : "bien que" et "en particulier"] ait bénéficié d'un large degré d'autonomie dans le cadre de l'enquête interservices.
Le travail du FBI a été repris le 17 mai 2017 par le procureur spécial Robert Mueller dans son enquête de 2017 à 2019, qui a finalement abouti au « rapport Mueller » dans lequel il a conclu que l'ingérence électorale russe s'était produite de « manière générale et systématique » et qu'il existait des liens substantiels entre les Russes et la campagne Trump, mais qu'il n'y avait pas de preuves suffisantes pour établir que la campagne Trump avait « comploté ou s'était coordonnée » avec le gouvernement russe.
Trump et ses alliés ont allégué à plusieurs reprises que l'enquête Crossfire Hurricane avait été lancée sous de faux prétextes, et ce à des fins politiques. Un examen ultérieur effectué par l'inspecteur général du département de la Justice, Michael E. Horowitz, dont une version expurgée a été publiée en décembre 2019, n'a trouvé aucune preuve que des préjugés politiques contre Trump aient entaché le lancement de l'enquête,,,,,, mais que le FBI a commis 17 erreurs ou omissions dans ses demandes de mandats auprès de la Cour de surveillance du renseignement étranger en vertu de la Loi sur la surveillance du renseignement étranger pour obtenir l'autorisation de surveiller Carter Page, un ancien adjoint à Trump,.
Le 23 janvier 2020, le département de la Justice a déclaré nuls et non avenus deux des quatre mandats délivrés en vertu de cette loi. James E. Boasberg, un juge fédéral de Washington (D.C.), a également déclaré que la surveillance exercée sur Page n'avait pas de base légale. À la suite de cette affaire et d'autres problèmes qui ont soulevé des questions sur les origines de l'enquête Crossfire Hurricane, le procureur général William Barr a confié à John Durham, procureur des États-Unis pour le district du Connecticut, le soin de mener une enquête à ce sujet. Le 19 août 2020, un ancien avocat du FBI a plaidé coupable d'avoir fait une fausse déclaration à la suite de la modification d'un courriel lié à l'une des demandes de mandat,. Le 19 octobre 2020, Barr a nommé Durham procureur spécial, élevant la forme de l'enquête sur Crossfire Hurricane,. Lors de la publication de son rapport final, Durham n'a pas recommandé d'inculper d'autres personnes ni de modifier la manière dont le FBI mène les enquêtes controversées. Il a toutefois critiqué le FBI et le département de la Justice, déclarant qu'ils « n'ont pas respecté leur importante mission de stricte fidélité à la loi dans le cadre de certains événements et activités décrits dans ce rapport » et a soutenu qu'une enquête complète n'aurait jamais dû être lancée, en contradiction avec une enquête de l'inspecteur général du département de la Justice datant de 2019.

## Origines
Après avoir travaillé pour la campagne présidentielle de Ben Carson en 2016 en tant que conseiller en politique étrangère, George Papadopoulos, dont le FBI a donné le nom de code « Crossfire Typhoon » (Typhon Feu croisé), a quitté la campagne Carson au début du mois de février 2016. Le même mois, il s'installe à Londres pour commencer à travailler pour le Centre londonien de pratique du droit international, auquel il était associé depuis plusieurs mois. Le 6 mars, il a accepté une offre de travail pour la campagne Trump. Dans le cadre de ses fonctions, il s'est rendu le 12 mars à l'Université Link Campus, à Rome, pour y rencontrer des responsables universitaires; au cours de ce voyage, il rencontre, le 14 mars, le professeur maltais Joseph Mifsud, qu'il informe de son entrée dans la campagne Trump. Le 21 mars, la campagne Trump a déclaré au Washington Post que Papadopoulos était l'un des cinq conseillers en politique étrangère de la campagne. Mifsud s'intéresse à Papadopoulos et le rencontre à Londres le 24 mars en compagnie d'une femme russe se présentant comme la « nièce de [Vladimir] Poutine ».
Le professeur Mifsud s'est rendu à Moscou en avril 2016 et, à son retour, il a dit à Papadopoulos que des représentants du gouvernement russe étaient en possession de « milliers de courriels » qui pourraient être politiquement préjudiciables à Hillary Clinton,. Selon un rapport de Malta Today sur les enregistrements du FBI, Mifsud a déclaré au FBI, lors de son entretien de février 2017, qu'il n'avait aucune connaissance préalable du fait que la Russie avait hacké des courriels du Comité national démocrate et que la Russie ne lui avait pas proposé de lui vendre de telles informations. Le 6 mai, Papadopoulos a rencontré Alexander Downer, le haut-commissaire australien en Grande-Bretagne, dans un bar londonien et, autour d'un verre, lui a parlé des courriels hackés concernant Hillary Clinton. Après la publication par WikiLeaks de ces courriels le 22 juillet, le gouvernement australien a informé les autorités américaines, le 26 juillet, de cette rencontre entre Downer et Papadopoulos, ce qui a incité le FBI à lancer Crossfire Hurricane le 31 juillet.
Fin juillet 2016, le directeur de la CIA, John Brennan, a réuni un groupe de responsables de la CIA, de la NSA et du FBI pour enquêter sur l'ingérence russe, selon son témoignage de mai 2017 devant la commission du renseignement de la Chambre des représentants, — groupe que Brennan a décrit dans une interview de juillet 2017 comme une « cellule de fusion ». D'après son témoignage ultérieur, Brennan a confié au FBI des pistes impliquant « des contacts et des interactions entre des responsables russes et des Américains impliqués dans la campagne Trump », qui dépassaient le mandat de la CIA. Il a déclaré que ces informations « ont servi de base à l'enquête du FBI pour déterminer si une telle collusion [ou] coopération avait eu lieu ».
En mars 2017, le directeur du FBI, James Comey, a confirmé lors d'une audition devant le Congrès que le FBI avait enquêté sur l'ingérence russe dans le cadre de sa mission de contre-espionnage. Il a également confirmé que l'enquête portait sur les liens entre les membres de la campagne Trump et le gouvernement russe, ainsi que sur la question de savoir « s'il y a eu une coordination entre cette campagne et les efforts de la Russie [en matière d'ingérence électorale] ». Comey a ajouté, lors d'une audition au Sénat en juin 2017, que le président Trump n'avait pas fait personnellement l'objet d'une enquête avant le départ de Comey du FBI,.
Le « mémo Nunes », publié en février 2018, rédigé au nom du membre de la Chambre des représentants Devin Nunes par son cabinet, affirmait : « Les informations sur Papadopoulos a servi de déclencheur à l'enquête de contre-espionnage du FBI fin juillet 2016 par l'agent Peter Strzok » — et non le dossier Steele comme l'avaient affirmé, entre autres, le président Donald Trump, Nunes lui-même et plusieurs animateurs de Fox News tels que Tucker Carlson et Sean Hannity,. Un mémo de réfutation rédigé par les membres démocrates de la Commission du renseignement de la Chambre des représentants a confirmé que l'enquête avait été ouverte le 31 juillet 2016 et a déclaré que les mémos de Christopher Steele « n'ont joué aucun rôle dans le lancement de l'enquête de contre-espionnage sur l'ingérence russe et les liens avec la campagne Trump ». Ce contre-mémo ajoute que l'équipe d'enquête du FBI n'a reçu le dossier Steele qu'à la mi-septembre, « parce que l'existence de l'enquête était si étroitement tenue au sein du FBI »; le New York Times a rapporté en avril 2019 que les enquêteurs ont reçu le dossier Steele le 19 septembre 2016.
En avril 2018, la commission du renseignement de la Chambre des représentants, alors majoritairement républicaine, a publié un rapport relatif à l'ingérence russe dans l'élection présidentielle de 2016, ainsi qu'à la réponse des États-Unis à celle-ci, qui corrobore le fait que le FBI a ouvert son enquête de contre-espionnage fin juillet 2016 « à la suite de la réception d'informations désobligeantes au sujet du conseiller en politique étrangère George Papadopoulos »,,.
En juin 2018, le Bureau de l'inspecteur général au sein du département de la Justice a publié un rapport concernant sa contre-enquête sur l'enquête menée par le FBI au sujet de la controverse sur les courriels d'Hillary Clinton. Ce rapport indique notamment ce qui suit : « Le 31 juillet 2016, seulement quelques semaines après la conclusion de l'enquête “Midyear” [sur Clinton], le FBI a ouvert son enquête sur l'ingérence russe dans l'élection présidentielle en cours [...], laquelle a touché la campagne du candidat Trump »44.
Le rapport sur l'enquête du procureur spécial à ce sujet, également appelé « rapport Mueller », finalisé en mars 2019, indique que les informations sur Papadopoulos selon lesquelles la Russie aurait acquis des documents compromettants sur Clinton « ont incité le FBI à ouvrir, le 31 juillet 2016, une enquête pour déterminer si des personnes associées à la campagne Trump se coordonnaient avec le gouvernement russe dans le cadre de ses activités d'ingérence électorale »,.
Un examen de Crossfire Hurricane effectué par l'inspecteur général du département de la Justice, Michael E. Horowitz, a donné lieu à un rapport publié en décembre 2019, qui indique que les informations suivantes provenant d'un gouvernement étranger ami ont déclenché l'enquête : George Papadopoulos « a laissé entendre que l'équipe Trump avait reçu une sorte de suggestion de la Russie indiquant qu'elle pourrait aider [la candidature de Trump] avec la publication anonyme d'informations pendant la campagne qui seraient préjudiciables à Mme Clinton (et au président Obama) ».
L'examen d'Horowitz a également permis de découvrir dans les dossiers du FBI que Papadopoulos avait « fait des déclarations indiquant qu'il savait que les Russes avaient suggéré à l'équipe Trump qu'ils pourraient aider la campagne de Trump en publiant anonymement des informations qui seraient préjudiciables à la campagne de Clinton ».
Le nom « Crossfire Hurricane » est tiré de la première phrase de « Jumpin' Jack Flash », une chanson des Rolling Stones. La campagne de Trump avait mis en avant une autre chanson des Rolling Stones, « You Can't Always Get What You Want », lors de ses rassemblements et de la Convention nationale républicaine de 2016.

## Enquêtes
Les préoccupations du FBI sont devenues évidentes après que Brennan a partagé des renseignements sur l'ingérence russe avec Comey à la mi-août 2016. L'enquête du FBI était largement indépendante des efforts interservices visant à enquêter en la matière. Selon un rapport d'avril 2018 de la commission du renseignement de la Chambre des représentants, une « cellule de fusion sur l'ingérence électorale russe, composée d'analystes de la CIA, du FBI et de la NSA [...], a fonctionné pendant toute la durée de l'élection ». Le rapport indique également que cette « cellule de fusion » a été démantelée à la mi-novembre 2016.
Après avoir reçu les informations relatives à Papadopoulos de la part du gouvernement australien, le Bureau de l'inspecteur général a déclaré que « ...l'enquête Crossfire Hurricane avait pour objectif initial de déterminer quels individus associés à la campagne Trump auraient pu être en mesure de recevoir l'offre d'assistance présumée de la part de la Russie ». La commission du renseignement du Sénat en a déduit que l'équipe Crossfire Hurricane s'est d'abord attachée à confirmer « avec qui Papadopoulos s'est entretenu exactement », car il était « invraisemblable que Papadopoulos n'ait pas fait part de l'offre russe à des membres de la campagne Trump ».
Outre Papadopoulos, Crossfire Hurricane a initialement ciblé plusieurs personnes liées à la campagne Trump, à savoir, Michael Flynn, Paul Manafort, Carter Page et Roger Stone,.
Au cours de l'enquête, le FBI a eu recours à des mandats de sécurité nationale pour obtenir des enregistrements téléphoniques et d'autres documents. Les agents du FBI, persuadés que Trump perdrait l'élection et conscients des affirmations de Trump selon lesquelles l'élection avait été truquée contre lui, ont veillé à ce que l'enquête ne soit pas rendue publique, car ils craignaient que si Trump perdait, il imputerait sa défaite à la révélation de l'enquête51 . Toutefois, après l'élection, des textos envoyés le 15 décembre 2016 par l'enquêteur principal du FBI Peter Strzok à l'avocate du FBI Lisa Page (avec laquelle il avait une liaison) ont montré que Strzok était probablement au courant de ce qu'il considérait comme des fuites à motivation politique émanant d'autres agences de renseignement, bien que ces messages aient montré que Strzok et Page eux-mêmes coordonnaient généralement leurs communications publiques avec le bureau de presse du FBI.
Le 7 septembre 2016, les services de renseignement américains ont transmis à James Comey, directeur du FBI, et à Peter Strzok, directeur adjoint du contre-espionnage, des informations montrant que, fin juillet 2016, John Brennan, alors directeur de la CIA, avait informé le président Barack Obama que les services de renseignement américains avaient des indications selon lesquelles leurs homologues russes prétendaient que la candidate Hillary Clinton avait inventé un plan en vue de provoquer un scandale liant la candidature de Trump à Vladimir Poutine, au piratage des courriels hackés du Comité national démocrate et à la publication de ceux-ci par Wikileaks,,.
Le rapport de juin 2018 du Bureau de l'inspecteur général indique que Peter Strzok, Lisa Page « et plusieurs autres personnes de l'enquête “Midyear” [menée par le FBI sur Hillary Clinton] ont été affectés à l'enquête sur la Russie, ... [dont on a dit au Bureau qu'elle] était extrêmement active pendant la période de septembre à octobre [2016] ». Strzok « a été chargé de diriger cette enquête fin juillet 2016 », tandis que E. W. Priestap y a joué un rôle de superviseur pendant une période non précisée.
Les travaux de cette enquête se sont poursuivis jusqu'en mai 2017. En mai 2019, le président de la commission du renseignement de la Chambre des représentants, Adam Schiff, a expliqué au Washington Post qu'après le licenciement de Comey, les membres du Congrès n'étaient plus informés de la situation de l'enquête de contre-espionnage du FBI sur les associés de Trump, malgré les multiples enquêtes pénales qui en découlaient. 

### Mandats en vertu de laLoi sur la surveillance du renseignement étranger
Agissant sur la base d'un mandat émis en vertu de la Loi sur la surveillance du renseignement étranger, le FBI a surveillé Carter Page à partir de 2013, craignant que les services de renseignement russes ne tentent de le recruter,. Trump a annoncé sa candidature à la présidence en juin 2015, après quoi Page a rejoint sa campagne le 21 mars 2016. Après que Michael Isikoff de Yahoo! News a rapporté, le 23 septembre 2016, que Page faisait l'objet d'une enquête par les services de renseignement américains pour ses contacts avec des agents russes, Page a immédiatement quitté la campagne Trump, tandis que deux porte-parole de la campagne ont nié qu'il en ait jamais fait partie,.
Au cours de l'été 2016, le FBI a demandé un mandat pour surveiller quatre membres de la campagne Trump, mais la Cour de surveillance du renseignement étranger a rejeté cette demande au motif qu'elle était trop globale. Le 21 octobre 2016, le FBI a déposé une nouvelle demande de mandat visant uniquement Page, exprimant sa conviction que le gouvernement russe collaborait avec Page et peut-être d'autres personnes associées à la campagne Trump, mais aussi que Page avait fait l'objet d'un recrutement ciblé de la part des agences de renseignement russes. Les arguments avancés à l'appui de ce mandat reposaient en partie sur les activités antérieures de Page, des interceptions de communications russes, des sources humaines confidentielles de renseignement et un dossier de résultats de renseignement rassemblés par l'ancien agent britannique du MI6 Christopher Steele.
Le dossier Steele alléguait que Page avait eu l'idée de divulguer les courriels hackés du Comité national démocrate et qu'il avait négocié une participation dans l'entreprise pétrolière russe Rosneft en échange de la levée des sanctions contre la Russie par Trump s'il était élu. Dans sa demande de mandat citant ce dossier, le FBI a indiqué à la Cour qu'il avait été compilé par une personne « probablement à la recherche d'informations pouvant être utilisées pour discréditer » la campagne de Trump, mais a notamment omis que le Comité national démocrate et la campagne Clinton avaient indirectement financé ces recherches. Steele avait déjà travaillé avec le FBI, qui l'a considéré comme digne de confiance.
La demande de mandat de surveillance de Page a été signée par Comey et par la vice-procureure générale Sally Yates. Le juge Rosemary M. Collyer, ayant conclu qu'il y avait des raisons probables de croire que Page était un agent étranger se livrant sciemment à la collecte clandestine de renseignements pour le compte du gouvernement russe, a approuvé cette demande et délivré le mandat, lequel a ensuite été prorogé à trois reprises, chaque fois pour 90 jours supplémentaires, sur ordre de trois juges différents de la Cour de district, à savoir, Michael W. Mosman, Anne C. Conway et Raymond J. Dearie,. Les deux premières demandes de prorogation ont été signées par Comey; la dernière par le directeur adjoint du FBI, Andrew McCabe, et ce, après le licenciement de Comey. En outre, le procureur général par intérim Dana Boente a signé la première demande, tandis que le procureur général adjoint Rod Rosenstein a signé les deux dernières,.

### Sources et informateurs confidentiels
Peu après l'ouverture de l'enquête Crossfire Hurricane le 31 juillet 2016, le FBI a fait appel à un certain nombre d'informateurs confidentiels pour mener des réunions avec des personnes affiliées à la campagne Trump,. Tout au long de la campagne Trump de 2016, le FBI a utilisé quatre informateurs et « quelques » agents infiltrés, ce qui « a donné lieu à des interactions avec Carter Page, George Papadopoulos et un haut responsable de la campagne qui ne faisait pas l'objet de l'enquête »,.

#### Stefan Halper, «source 2» du FBI
Selon le New York Times, des agents participant à l'enquête ont demandé à Stefan Halper de prendre contact avec Carter Page et George Papadopoulos, mais on ne sait pas exactement s'il a été demandé de communiquer avec Sam Clovis, vice-président de la campagne Trump. Halper était professeur retraité à l'Université de Cambridge et agent de longue date de la CIA,. Le rapport de l'inspecteur général n'utilise jamais le nom d'Halper, mais fait référence à une « Source 2 », identifiée par The Telegraph comme étant Halper,.
Selon le rapport de l'inspecteur général, « l'équipe Crossfire Hurricane a mené trois opérations en utilisant des informateurs confidentiels avant la réception initiale par l'équipe des informations de Steele le 19 septembre 2016 ». Il décrit également comment un informateur du FBI identifié comme « source 2 » a communiqué avec trois personnes « qui travaillaient pour la campagne Trump ». Halper a parlé à différentes occasions à Page, Clovis et Papadopoulos individuellement,, qui ont tous reconnu que lesdites réunions avaient eu lieu. Andrew C. McCarthy a fait état des activités d'Halper dans un article de la National Review, publié le 12 mai 2018, article auquel Trump s'est référé dans un tweet accusant l'administration Obama d'avoir placé un « espion » au sein de sa campagne, lançant ainsi la théorie du complot « Spygate ».

##### Première opération: Carter Page, «Crossfire Dragon»
La première opération d'informateur confidentiel du FBI a consisté en au moins quatre réunions entre Halper et Carter Page. Page a confirmé qu'il « avait eu des discussions approfondies » avec Halper sur « un tas de sujets différents liés à la politique étrangère »,. Le Washington Post a rapporté que Page avait déclaré à The Daily Caller que son dernier contact avec Halper remontait à septembre 2017, mois durant lequel le mandat visant Page a expiré.
Avant les réunions mentionnées ci-dessus, Page et Halper se sont également rencontrés lors d'un colloque à Londres les 11 et 12 juillet 2016, ce qui a conduit les critiques du FBI à soupçonner que l'enquête avait commencé plus tôt que ce qui avait été déclaré. Cependant, un ancien fonctionnaire du FBI a déclaré au New York Times, sous couvert d'anonymat, que ce contact antérieur était une coïncidence.

##### Deuxième opération: Sam Clovis
La deuxième opération d'informateur confidentiel du FBI était une rencontre entre « source 2 » et « un haut responsable de la campagne Trump qui ne faisait pas l'objet de l'enquête », qui a eu lieu le 1er septembre 2016. Le rapport de l'inspecteur général ne nomme jamais ce « haut responsable », mais Sam Clovis a déclaré dans une interview radio qu'il avait rencontré un professeur dans un hôtel d'Arlington, en Virginie, le 1er septembre 2016 et que ledit professeur avait déjà rencontré Carter Page et, plus tard, Papadopoulos.
Le New York Times a rapporté que Page avait incité Halper à rencontrer Clovis et que, selon l'une de ses sources anonymes, le FBI était au courant de la rencontre mais n'avait pas demandé à Halper d'interroger Clovis sur des questions liées à l'enquête sur la Russie. Clovis a rappelé que lui et Halper avaient discuté de la Chine, et non de la Russie, lors de leur seule rencontre. Clovis a également déclaré qu'il avait été préoccupé par la possibilité qu'Halper essaie de trouver une justification pour poursuivre la surveillance de la campagne Trump, même si Halper a seulement indiqué qu'il offrait son assistance à celle-ci. Le Washington Post a rapporté que Halper avait demandé une deuxième rencontre, qui n'a jamais eu lieu.

##### Troisième opération: George Papadopoulos, «Crossfire Typhoon»
Le rapport de l'inspecteur général décrit deux réunions qui ont eu lieu entre la « source 2 » et Papadopoulos le 15 septembre 2016 : la première, un brunch, et la seconde, avant le souper. Un rapport du Washington Post a confirmé qu'Halper a rencontré Papadopoulos à Londres le 15 septembre 2016, après qu'Halper ait invité Papadopoulos, le 2 septembre 2016, à venir à Londres pour rédiger un article au sujet des gisements de pétrole méditerranéens.
Le New York Times a rapporté qu'Halper n'était pas seul à Londres : le FBI avait envoyé une enquêtrice portant le pseudonyme « Azra Turk » pour rencontrer Papadopoulos en se faisant passer pour l'adjointe d'Halper. Selon le New York Times, l'affectation de Turk suggère que le FBI voulait une enquêtrice formée afin d'assurer une « couche de surveillance ». Le journal a également laissé entendre que Turk pourrait avoir été affectée à l'enquête afin de pouvoir servir de témoin au cas où elle aboutirait à des poursuites : le gouvernement aurait pu avoir besoin du témoignage crédible de quelqu'un d'autre qu'Halper afin de ne pas l'exposer en tant qu'informateur confidentiel de longue date pour le FBI. Papadopoulos a déclaré qu'Halper s'était arrangé pour qu'il aille boire un verre avec Turk, qui, selon lui, était une « ressortissante turque ». Le New York Times a rapporté qu'Halper avait accompagné Turk « lors de l'une de ses réunions » avec Papadopoulos.
Le rapport de l'inspecteur général indique que, selon les agents d'enquête Crossfire Hurricane, les réunions du 15 septembre visaient à recréer les conditions d'une réunion antérieure entre Papadopoulos et un fonctionnaire du gouvernement étranger ami, au cours de laquelle, selon eux, Papadopoulos avait fait des commentaires sur une éventuelle aide russe à la campagne Trump. Cela fait probablement référence à la rencontre de mai 2016 entre Papadopoulos et les responsables du gouvernement australien Alexander Downer et Erika Thompson, dans un bar à Londres, où il leur a dit que les Russes étaient en possession de courriels hackés du Comité national démocrate contenant des informations désobligeantes au sujet d'Hillary Clinton,,. Deux mois plus tard, des rapports australiens au FBI concernant cette réunion ont déclenché l'ouverture de Crossfire Hurricane.
Au cours de ces réunions, Halper a demandé à Papadopoulos s'il était au courant des efforts déployés par la Russie pour interférer dans l'élection présidentielle, ce à quoi Papadopoulos a répondu par la négative. L'équipe Crossfire Hurricane a estimé que ses réponses semblaient être une « réponse répétée » et a « rejeté les dénégations de Papadopoulos pour un certain nombre de raisons ».
Stuart Evans, alors chef du bureau du renseignement du département de la Justice, a déclaré par la suite que les dénégations de Papadopoulos étaient matériellement préjudiciables à l'affaire portée devant la Cour de surveillance du renseignement étranger, car le FBI « aurait dû partager ces informations avec le bureau du renseignement du département de la Justice “afin que [ce dernier] puisse déterminer si [ces dénégations] devaient figurer dans la demande de mandat” » à la Cour.

#### Jeff Wiseman, «source 3» du FBI
Un autre informateur confidentiel du FBI appelé « source 3 » — décrit comme « un individu ayant un lien avec Papadopoulos » — a été utilisé pour interagir avec Papadopoulos « à de multiples reprises entre octobre 2016 et juin 2017 ». Lors d'une réunion avec la « source 3 » fin octobre 2016, Papadopoulos a nié que la Russie « jouait un jeu » avec l'élection présidentielle américaine. Lorsqu'on lui a ensuite demandé si la Russie avait des « intérêts particuliers » dans cette élection, Papadopoulos a déclaré : « ce sont des conneries ». Il a ajouté qu'il savait « de source sûre » que la campagne Trump n'était pas impliquée dans le piratage des courriels du Comité national démocrate, ajoutant que cela aurait été illégal. À la question de savoir si la Russie avait « un intérêt pour Trump », Papadopoulos a répondu : « de toute façon, personne ne sait comment un président va gouverner ».
Le FBI a omis d'inclure ces déclarations dans ses demandes de mandat ultérieures auprès de la Cour de surveillance du renseignement étranger. Dans son rapport, Horowitz a inclus ces manquements parmi les 17 « inexactitudes ou omissions » dans le traitement des demandes de mandat par le FBI,.

#### Michael T. Flynn, «Crossfire Razor»
Le 16 août 2016, le FBI, dans le cadre de Crossfire Hurricane, a ouvert un dossier sur Michael Flynn, sous le nom de code « Crossfire Razor » (Rasoir Feu croisé), dans le but de découvrir si Flynn était, sciemment ou non, « impliqué dans une activité au nom de la fédération de Russie qui pourrait constituer un crime fédéral ou une menace pour la sécurité nationale » des États-Unis. Le rapport de l'inspecteur général a conclu que « la quantité d'informations présentées par le FBI pour ouvrir » l'enquête individuelle sur Flynn « était suffisante pour satisfaire le seuil bas établi par le département [de la Justice] et le FBI ». Le rapport « n'a pas trouvé de preuves documentaires ou testimoniales que des préjugés politiques ou des motivations inappropriées ont influencé les décisions d'ouvrir » l'enquête contre Flynn.

#### Paul Manafort, «Crossfire Fury»
Le 19 janvier 2017, à la veille de l'investiture de M. Trump, on a signalé que Manafort faisait l'objet d'une enquête active de la part de plusieurs agences fédérales, dont la CIA, la NSA et le FBI, le directeur du renseignement national et l'unité responsable des crimes financiers au sein du département du Trésor. Il a été dit que les enquêtes étaient basées sur des communications russes interceptées ainsi que sur ses transactions financières avec l'Ukraine. CNN a rapporté en septembre 2017 que le FBI avait mis Manafort sur écoute « avant et après l'élection ... y compris pendant une période où Manafort était connu pour parler au président Donald Trump. » Selon CNN, la surveillance de Manafort a commencé en 2014, avant que Donald Trump n'annonce sa candidature à la présidence des États-Unis. Toutefois, le rapport de l'inspecteur général contredit CNN, en affirmant que l'équipe du FBI chargée de l'enquête Crossfire Hurricane n'a pas demandé de mandat de surveillance pour Paul Manafort en vertu de la Loi sur la surveillance du renseignement étranger.

#### Jeff Sessions et Donald Trump
Dans le volume 5 du rapport de la Commission sénatoriale du renseignement sur l'ingérence russe, il est mentionné que Jeff Sessions et Donald Trump faisaient l'objet d'une enquête du FBI, mais leurs noms de code ont été expurgés.

#### Christophe Steele
Christopher Steele a été un informateur confidentiel rémunéré par le FBI avant ses activités liées à l'élection présidentielle — il a reçu un total de 95 000 dollars —, travail que son agent de liaison au FBI a jugé « utile et justifiant donc une rémunération ». Steele n'a reçu aucune rémunération du FBI pour ses travaux ultérieurs relatifs à l'élection. Le rapport de l'inspecteur général a révélé que Steele et le FBI avaient des avis divergents sur le rôle qu'il devait jouer dans l'enquête Crossfire Hurricane. Le FBI l'a d'abord considéré comme un informateur confidentiel, fonction dans laquelle il lui a été demandé de ne pas discuter de ses découvertes avec les médias, mais Steele travaillait également pour Fusion GPS, une société privée qui lui a demandé de partager ses découvertes avec les médias. Les communications de Steele avec les médias ont alarmé les dirigeants du FBI, qui ont donc décidé en novembre 2016 de mettre officiellement fin à la relation entre le FBI et Steele. Toutefois, le FBI a continué à recevoir des informations de Steele indirectement par l'intermédiaire de Bruce Ohr, haut fonctionnaire du département de la Justice, et ce, jusqu'en mai 2017,.
Début août 2016, Steele a fait un voyage à Rome, où il a informé quatre responsables du FBI de certaines de ses recherches, y compris l'un des mémos de son « dossier Steele »,. Le FBI, au cours de son interrogatoire intensif de Steele, « a fait allusion à certaines de ses propres découvertes sur les liens entre la Russie et la campagne Trump » et a posé des questions à Steele sur Papadopoulos, mais il a dit qu'il ne savait rien à son sujet.
Les agents du FBI ont également « évoqué la possibilité de payer Steele pour qu'il continue à recueillir des renseignements après le jour de l'élection », mais Steele « n'a finalement jamais reçu de paiement du FBI pour toute information relative au dossier Steele ». La publication ultérieure du dossier a interrompu les discussions entre Steele et le FBI. Le rapport de l'inspecteur général a confirmé que le FBI avait initialement proposé de payer à Steele 15 000 dollars pour son voyage à Rome, mais que ce paiement avait été interrompu en novembre 2016 lorsque le FBI avait officiellement mis fin à sa relation avec Steele en tant qu'informateur confidentiel lorsque l'agence avait appris qu'il avait partagé ses recherches avec le magazine Mother Jones.

#### Autres sources
Le rapport de l'inspecteur général a établi que le FBI disposait de « plusieurs autres » sources confidentielles « ayant soit un lien avec Trump, soit un rôle dans sa campagne »,,,, mais que le FBI n'a pas considéré ces sources comme faisant partie de Crossfire Hurricane,. L'une de ces sources du FBI « occupait un poste dans la campagne de Trump », mais il n'a informé le FBI de son rôle qu'après avoir quitté la campagne, selon l'inspecteur général,.
Le rapport de l'inspecteur général a conclu que son examen « n'a trouvé aucune preuve que le FBI ait tenté de placer des sources » au sein de la campagne de Trump, ni que le FBI ait essayé de « recruter des membres de sa campagne » pour servir d'informateurs. Enfin, l'examen n'a pas révélé de preuves que « des préjugés politiques ou des motivations inappropriées ont influencé » l'utilisation par le FBI de sources confidentielles ou d'agents infiltrés dans le but d'interagir avec des membres de la campagne Trump.
Il est également apparu que, selon un agent, l'un de ces informateurs du FBI était un partisan de Trump, tout comme ses agents de liaison du FBI qui avaient échangé des SMS de soutien à Trump lors de l'élection de 2016,.

## Transition vers l’administration Trump
Le 5 janvier 2017, le directeur du FBI James Comey, le directeur du renseignement national James Clapper, le directeur de la CIA John Brennan et le directeur de la NSA Mike Rogers ont informé le président Obama d'un rapport de renseignement sur l'ingérence russe dans l'élection de 2016, rapport qu'Obama avait commandé en décembre,. La discussion a porté sur le dossier Steele et sur la relation entre le nouveau conseiller à la sécurité nationale Michael Flynn et l'ambassadeur russe Sergey Kislyak. À la suite de ce breffage, Obama a rencontré Comey, le vice-président Joseph Biden, la conseillère à la sécurité nationale Susan Rice et la procureure générale adjointe Sally Yates. Rice a fait état de cette réunion deux semaines plus tard, le 20 janvier, dans un courriel qu'elle a envoyé juste avant de quitter la Maison Blanche, selon lequel Obama, au cours de cette réunion, avait souligné que l'enquête en cours devait être traitée « dans les règles » et qu'il ne demandait, n'initiait ou n'ordonnait rien du point de vue de l'application de la loi. Ce courriel a indiqué également qu'Obama leur a demandé d'être « attentifs à vérifier s'il y a une raison quelconque pour laquelle on ne peut pas partager pleinement les informations relatives à la Russie » avec les membres de l'administration entrante.
Le 6 janvier, Comey, Clapper, Brennan et Rogers ont fait part de ce rapport au président élu Trump. Avant le rencontre, il était prévu que Comey informe séparément Trump des aspects les plus salaces du dossier Steele « de la manière la plus discrète et la moins embarrassante ». Comme Comey l'a décrit plus tard : « À l'issue de ce breffage, je suis resté seul avec le président élu pour l'informer de certains aspects personnellement sensibles des informations rassemblées au cours de cette enquête ». Comey a également assuré à Trump qu'il ne faisait pas personnellement l'objet d'une enquête. Il a ensuite déclaré que la direction du FBI avait discuté de cette assurance à l'avance et qu'un membre de l'équipe — dont il s'est avéré par la suite qu'il s'agissait de l'avocat général du FBI, James Baker — avait exprimé des inquiétudes à ce sujet. Plus précisément, selon le témoignage de Comey, Baker estimait que même s'« il était techniquement vrai que nous n'avions pas de dossier de contre-espionnage ouvert sur Trump », son « comportement et sa conduite relevaient néanmoins de ce travail en raison de la portée de l'enquête ». Plus tard, en août 2019, le Bureau de l'inspecteur général a publié un rapport citant des témoins qui ont déclaré que Comey, ainsi que les hauts responsables du FBI, « ont discuté des réactions potentielles de Trump après avoir été informés des informations “salaces”, y compris le fait que Trump pourrait faire des déclarations sur l'enquête en cours sur l'ingérence russe ou fournir des informations utiles à celle-ci ».
En février 2017, le New York Times a publié un rapport sur l'enquete Crossfire Hurricane, la première fois que le nom de code a été rendu public. Citant d'anciens et d'actuels responsables du renseignement qui commentaient anonymement l'enquête classifiée, le New York Times a indiqué que des interceptions de communications et des journaux montraient que des membres et des associés de la campagne de Trump, dont Paul Manafort, avaient eu des « contacts répétés » avec de hauts responsables du renseignement russe « au cours de l'année précédant l'élection ». En juin 2017, l'ancien directeur du FBI, James Comey, a déclaré que ce rapport était « principalement » faux, mais n'a pas précisé quelles étaient les inexactitudes.
En juillet 2020, la commission judiciaire du Sénat a révélé que l'agent du FBI Peter Strzok, l'un des responsables de l'enquête, avait déclaré au New York Times qu'il n'était « pas au courant que des conseillers de Trump avaient eu des conversations avec des responsables du renseignement russes », mais qu'il savait :
- que Carter Page avait eu des contacts avec le Service de renseignement russe avant de rejoindre la campagne Trump;
- qu'un associé de Manafort avait eu des contacts avec le Service de renseignement russe;
- que des responsables de la campagne Trump avaient eu des contacts avec l'ambassadeur russe aux États-Unis et le chargé de liaison avec le Congrès de l'ambassade de Russie[116],[117].

La commission du renseignement du Sénat a finalement découvert que l'associé de Manafort, Konstantin Kilimnik, était en fait un agent du renseignement russe qui avait des contacts avec la campagne Trump, bien que le FBI n'en ait apparemment pas eu connaissance au cours des premiers mois de 2017 compte tenu des commentaires de Strzok,.

## Transfert de l'enquête au procureur spécial Robert Mueller
Le 8 mai 2017, Trump a démis Comey de ses fonctions de directeur du FBI,, en réponse à quoi plus de 130 membres démocrates du Congrès ont demandé la nomination d'un procureur spécial.
Le 17 mai 2017, le procureur général adjoint Rod Rosenstein a nommé Robert Mueller procureur spécial; son enquête a pris le relais de Crossfire Hurricane,,. Rosenstein a obtenu le pouvoir de nommer un procureur spécial lorsque le procureur général Jeff Sessions s'est récusé en mars 2017 des enquêtes sur la campagne Trump,.
En juin 2017, Peter Strzok, l'agent du FBI qui avait mené l'enquête Crossfire Hurricane jusqu'alors, est devenu membre de l'équipe de Mueller. Cependant, en août 2017, Strzok a été retiré de l'équipe et réaffecté à la division des ressources humaines du FBI à la suite de la découverte par l'inspecteur général de textos envoyés par Strzok exprimant une piètre opinion de Trump et indiquant qu'il préférait que Clinton remporte l'élection à une écrasante majorité,,.

### Accusations criminelles
George Papadopoulos a plaidé coupable, le 5 octobre 2017, pour avoir fait de fausses déclarations à la police : le 27 janvier 2017, Papadopoulos avait menti aux enquêteurs du FBI concernant ses contacts avec Joseph Mifsud, un professeur maltais ayant des liens avec des responsables du gouvernement russe. Le bureau du procureur spécial n'a pas été en mesure d'enquêter pleinement sur les liens entre Papadopoulos et Sergei Millian, un natif de Biélorussie devenu citoyen américain qui avait précédemment déclaré avoir « des connaissances d'initié et un accès direct à la haute hiérarchie de la politique russe », parce que Millian n'a pas coopéré avec les enquêteurs.
Flynn a également plaidé coupable, le 1er décembre 2017, d'avoir fait de fausses déclarations à la police : le 24 janvier 2017, Flynn avait menti aux enquêteurs du FBI concernant ses contacts avec Sergey Kislyak, l'ambassadeur russe aux États-Unis.
Manafort a plaidé coupable, le 14 septembre 2018, de deux chefs d'accusation : le premier, de complot pour entrave à la justice pour ses activités de subornation de témoins, et l'autre, de participation à un complot contre les États-Unis. NBC News a rapporté que le premier chef d'accusation était lié à son « blanchiment d'argent, fraude en matière fiscale, omission de déposer des rapports sur ses comptes bancaires étrangers, violation de la Loi sur l'enregistrement des agents étrangers, ainsi que mensonges et fausses déclarations au département de la Justice ».
Le 25 janvier 2019, Stone a été arrêté et inculpé de sept chefs d'accusation, pour lesquels il a plaidé non coupable. Le 15 novembre 2019, un jury a déclaré Stone coupable d'obstruction à une enquête du Congrès, de cinq chefs d'accusation de fausses déclarations au Congrès et de subornation de témoin.
Page n'a pas été inculpé d'un crime dans le cadre de l'enquête du procureur spécial, dont le rapport indique que « l'enquête n'a pas établi que Page a coordonné avec le gouvernement russe ses efforts d'ingérence dans l'élection présidentielle de 2016 ». Cependant, étant donné le caractère incomplet des « preuves ou témoignages sur les personnes que Page a pu rencontrer ou avec lesquelles il a communiqué à Moscou [...], ses activités en Russie — telles que décrites dans ses courriels avec la [campagne Trump] — n'ont pas pu être entièrement expliquées ».

### Conclusions
Le 22 mars 2019, l'enquête du procureur spécial s'est achevée et le rapport Mueller a été remis le même jour.
Ce rapport a conclu que l'ingérence russe dans l'élection présidentielle de 2016 s'est produite « de manière générale et systématique » et a « violé le droit pénal américain »,. La première méthode d'ingérence détaillée a été « une campagne sur les médias sociaux qui a favorisé la candidature de Donald J. Trump et dénigré celle d'Hillary Clinton », qui a également cherché à « provoquer et amplifier la discorde politique et sociale aux États-Unis ». La deuxième méthode d'ingérence russe a vu le service de renseignement militaire russe pirater des comptes de messagerie de personnes associées à la campagne présidentielle de Clinton ou à des organisations du Parti démocrate, suivi de la publication de documents hackés préjudiciables,.
Pour établir si un crime a été commis par les membres de la campagne Trump en ce qui concerne l'ingérence russe, les enquêteurs du procureur spécial se sont tournés vers la législation sur la conspiration, plutôt que la « collusion »,, en particulier le concept de « coordination », qu'ils ont défini comme « un accord — tacite ou exprès — entre la campagne Trump et le gouvernement russe sur l'ingérence électorale ».
Le rapport Mueller a constaté que l'enquête « a identifié de nombreux liens entre le gouvernement russe et la campagne Trump », que la Russie « a perçu qu'elle bénéficierait de la présidence de Trump » et que la campagne présidentielle Trump de 2016 « s'attendait à ce qu'elle bénéficie électoralement » des efforts de piratage de la Russie. Toutefois, en fin de compte, « l'enquête n'a pas établi que des membres de la campagne Trump ont conspiré ou se sont coordonnés avec le gouvernement russe dans le cadre de ses activités d'ingérence électorale ».
Toutefois, les enquêteurs ont estimé qu'ils ne disposaient que d'une image incomplète de ce qui s'était réellement passé pendant la campagne de 2016, du fait que certains associés de la campagne Trump avaient fourni des témoignages faux, incomplets ou refusés, ou avaient effacé, non sauvegardé ou crypté certaines de leurs communications. Ainsi, le rapport indique qu'il « ne peut exclure la possibilité » que les informations dont les enquêteurs ne disposaient pas à l'époque auraient permis de tirer des conclusions différentes,.

## Enquête du procureur spécial John Durham
En mai 2019, le procureur général William Barr menait une enquête sur les origines de l'enquête du FBI, notamment pour déterminer si les mandats de surveillance étaient correctement fondés, si les dirigeants du FBI ou du département de la Justice avaient outrepassé leurs pouvoirs et si le dossier Steele faisait partie d'une campagne de désinformation russe,. Barr a chargé John Durham, procureur des États-Unis pour le district du Connecticut, de diriger cette enquête.
Après la publication en décembre 2019 des conclusions de l'inspecteur général selon lesquelles l'enquête Crossfire Hurricane avait été correctement ouverte sur une base factuelle et juridique, Barr et Durham ont tous deux déclaré publiquement qu'ils estimaient que les éléments de preuve ne justifiaient que l'ouverture d'une enquête préliminaire, plutôt que d'une enquête complète, et qu'ils continueraient d'enquêter sur la question.
Le 2 novembre 2020, la veille de l’élection présidentielle, le New York Magazine a rapporté ce qui suit :

« Selon deux sources au fait de l'enquête, aucune preuve n'a été trouvée, après 18 mois d'enquête, pour étayer les affirmations de Barr selon lesquelles Trump aurait été ciblé par des fonctionnaires d'Obama politiquement biaisés pour empêcher son élection. (L'enquête est toujours en cours.) En fait, ces sources ont déclaré que l'enquête de Durham n'a jusqu'à présent découvert aucune preuve d'un quelconque acte répréhensible de la part de [Joe] Biden ou de Barack Obama, ni même qu'ils aient été impliqués dans l'enquête sur la Russie. Il n'y avait « aucune preuve ... même de loin ... indiquant qu'Obama ou Biden avaient fait quelque chose de mal », comme l'a dit une personne. »

Le 1er décembre 2020, Barr a déclaré à l'Associated Press que le 19 octobre 2020, il avait nommé Durham en tant que procureur spécial pour examiner si « un fonctionnaire ou un employé fédéral ou toute autre personne ou entité a violé la loi dans le cadre des activités de renseignement, de contre-espionnage ou d'enquête visant les campagnes présidentielles de 2016, les personnes associées à ces campagnes et les personnes associées à l'administration Trump, y compris, mais sans s'y limiter, Crossfire Hurricane et l'enquête Mueller »,.
Le 15 mai 2023, le rapport final de Durham a été publié par le département de la Justice. Il ne recommande pas d'inculper les personnes impliquées dans les enquêtes Crossfire Hurricane ou Mueller, ni de modifier de manière significative les pratiques du FBI en matière d'enquêtes sur les affaires politiques, mais il affirme que le FBI a utilisé des renseignements bruts et non corroborés pour lancer une enquête qui n'aurait jamais dû être menée au vu des faits présentés. En outre, Durham a critiqué le FBI et le département de la Justice pour ne pas avoir « respecté leur importante mission de stricte fidélité à la loi dans le cadre de certains événements et activités décrits dans ce rapport ». Cette conclusion diffère d'une enquête menée en décembre 2019 par l'inspecteur général, qui a estimé qu'il existait des preuves suffisantes pour lancer l'enquête.

## Rapport de l'inspecteur général de 2019
En mars 2018, l'inspecteur général du département de la Justice, Michael E. Horowitz, a annoncé que son bureau avait ouvert une enquête sur les origines de l'enquête du FBI sur la Russie, les informateurs utilisés et le processus suivi pour autoriser la surveillance de Carter Page,, conseiller en politique étrangère de la campagne Trump.
Le 9 décembre 2019, Horowitz a publié son rapport sur les conclusions de l'enquête de son bureau, qui indique qu'il n'a trouvé aucune indication que l'enquête sur Trump et la Russie était motivée par des préjugés politiques, mais que le FBI avait commis 17 erreurs et omissions « basiques et fondamentales » dans ses demandes de mandat à la Cour de surveillance du renseignement étranger pour surveiller Carter Page,,. Le rapport a constaté que l'enquête du FBI reposait sur une base factuelle et avait été lancée dans un but autorisé, déclarant : « Nous n'avons pas trouvé de preuves documentaires ou testimoniales montrant qu'un parti pris politique ou une motivation inappropriée a influencé » la décision de l'agence d'ouvrir l'enquête. Le rapport a toutefois critiqué le FBI pour les erreurs commises dans les demandes d'autorisation de mise sur écoute de Carter Page qu'il a adressées à la Cour de surveillance du renseignement étranger. Dans l'une de ces demandes, un avocat du FBI a modifié un courriel d'un chargé de liaison de la CIA pour faire croire que Page n'était pas une source pour la CIA, alors que Page avait en fait été « approuvé comme personne-ressource opérationnelle pour la [CIA] de 2008 à 2013 »,. Le rapport ne dit pas si la demande de mandat aurait été rejetée si « une inexactitude ou une omission particulière, ou une combinaison de celles-ci » avait été corrigée. Lors de sa déposition devant le Sénat après la publication du rapport, Horowitz a attribué les erreurs commises dans les demandes de mandat à une « incompétence et une négligence flagrantes » plutôt qu'à des malversations intentionnelles ou à un parti pris politique, déclarant : « Les activités que nous avons découvertes ne donnent pas raison à ceux qui ont touché à cette affaire. Les actions des agents du FBI n'étaient pas à la hauteur des normes du FBI ». À la suite de ces conclusions, Horowitz a annoncé un examen plus large de la procédure de demande de mandat du FBI en vertu de la Loi sur la surveillance du renseignement étranger, et ce, afin de déterminer si les problèmes étaient de nature procédurale ou systémique.
Le rapport a réfuté les affirmations de Trump et de ses alliés selon lesquelles le dossier Steele avait déclenché l'enquête sur la Russie, réaffirmant que l'enquête du FBI avait en fait commencé à la fin du mois de juillet 2016, sur la base d'un tuyau fourni par des fonctionnaires australiens concernant le conseiller de campagne de Trump, George Papadopoulos. Le rapport a également réfuté les affirmations de Trump selon lesquelles Peter Strzok et Lisa Page avaient lancé l'enquête : cette décision a en fait été prise par William Priestap, le directeur adjoint de la Division du contre-espionnage du FBI. Le rapport a toutefois reproché au FBI de s'être appuyé sur des informations tirées du « dossier Steele » alors même que l'une des sources de Steele avait indiqué à l'agence que ses déclarations avaient été mal interprétées ou exagérées,. L'enquête de l'inspecteur général n'a trouvé aucun soutien aux affirmations de Trump selon lesquelles le président Obama avait ordonné la mise sur écoute de la tour Trump ou que le FBI avait implanté un « espion » au sein de sa campagne de 2016, concluant qu'il n'y avait « aucune preuve documentaire ou testimoniale que des préjugés politiques ou des motivations inappropriées aient influencé la décision du FBI » d'utiliser des informateurs confidentiels « pour interagir avec des responsables de la campagne Trump dans le cadre de l'enquête Crossfire Hurricane ».
Le directeur du FBI, Christopher A. Wray, a déclaré qu'il acceptait les conclusions de l'inspecteur général et qu'il avait « ordonné plus de 40 mesures correctives pour répondre aux recommandations du rapport », soulignant qu'il était « important que l'inspecteur général ait constaté que, dans ce cas particulier, l'enquête avait été ouverte avec les preuves et l'autorisation appropriées ». Trump a réagi en attaquant nommément Wray sur Twitter. Le procureur général William Barr a rejeté la principale conclusion du rapport et a continué à affirmer que l'enquête du FBI sur Trump n'était pas justifiée,. James Comey, le directeur du FBI qui a supervisé l'enquête sur la Russie et a été limogé en mai 2017 par Trump, a reconnu les « erreurs significatives » identifiées par l'inspecteur général, mais a défendu fermement le FBI et critiqué les attaques de Trump contre les enquêteurs. Dans une tribune publiée dans le Washington Post, Comey a écrit : « la vérité est enfin sortie ... et ceux qui ont sali le FBI doivent rendre des comptes », appelant le procureur général Barr à « reconnaître les faits » et à « cesser d'agir comme un porte-parole de Trump »,.

## Lectures complémentaires
- Papadopoulos, George (2019). Deep State Target: How I Got Caught in the Crosshairs of the Plot to Bring Down President Trump.
- Page, Carter (2020). Abuse and Power: How an Innocent American Was Framed in an Attempted Coup Against the President.
- Lee Smith, The Plot Against the President: The True Story of How Congressman Devin Nunes Uncovered the Biggest Political Scandal in U.S. History, New York, Hachette UK, 2019 (ISBN 978-1546085010)
- Josh Campbell, Crossfire Hurricane: Inside Donald Trump's War on the FBI, Algonquin Books, 2019 (ISBN 978-1616209506)
- Peter Strzok, Compromised: Counterintelligence and the Threat of Donald J. Trump, Boston, Mariner Books, 2020 (ISBN 978-0358237068)
- Review of Four FISA Applications and Other Aspects of the FBI's Crossfire Hurricane Investigation (redacted for public release), Office of the Inspector General, United States Department of Justice, 2019 (lire en ligne)
- « Timeline of Key Events Related to Crossfire Hurricane Investigation » [archive du 26 février 2023], United States Senate Committee on Homeland Security and Governmental Affairs, 3 décembre 2020 (consulté le 26 février 2023)